# Joan-Andreu Vallvé i Cordomí
Joan-Andreu Vallvé i Cordomí (Barcelona, Barcelonès, 14 de desembre de 1948) és un il·lustrador, director teatral, escenògraf, dramaturg, escriptor i dibuixant català.
Fill de l'escenògraf i escriptor català Andreu Vallvé i Ventosa, i il·lustrador de llibres del seu pare, es va formar en Belles arts i Art dramàtic. Amb una àmplia trajectòria professional musical i plàstica, va portar al Teatre Nacional de Catalunya amb èxit un muntatge de titelles per a nens. Posteriorment, va tornar el 1988, amb l'obra Mowgli, l'infant de la jungla i el 1999, amb El retaule de Nadal. Vallvé fou el director i un dels cofundadors del Centre de Titelles de Lleida i el 1976 de l'Escola de Titelles de l'Institut del Teatre de Barcelona, on va exercir de professor durant disset anys. Ha participat en nombrosos festivals internacionals i ha obtingut diversos premis. També ha format part del jurat en festivals d'Espanya, Bulgària, Iugoslàvia i la Unió Soviètica. Ha realitzat un curs de dibuixos animats en Mont-real. Ha il·lustrat al voltant d'una trentena de llibres infantils i és autor de contes i peces dramàtiques de titelles per a nens i joves.

## Publicacions[2]
Descripció i viatges
- El titella de guant. Lleida: Virgili i Pagès, 1987
- Titelles! Tot un espectacle!. Barcelona: Caixa de Barcelona, 1987
- Bufairons; L'espectacle per dins. Barcelona: Caixa de Barcelona, 1987

Novel·les
- Potser somnies, Linus?. Barcelona: La Galera, 1982 [Infantil]
- Tu i jo, de què ens coneixem?. Barcelona: La Galera, 1990 [Juvenil]

## Obres dramàtiques representades[2]
- La porta fantàstica. Companyia Institut del Teatre, Lleida, 1983
- Bufairons. Companyia Centre de Titelles, Lleida, 1986
- La borda d'en Bot-Botent. Companyia Centre de Titelles, Lleida, 1987
- La Jana i els tres óssos. Companyia Centre de Titelles, Lleida, 1993
- En patufet. Companyia Centre de Titelles, Lleida, 1994
- Gulliver al país de Lil·liput. Companyia Centre de Titelles, Lleida, 1996
- Hamelin. Companyia Centre de Titelles, Lleida, 1996
- Till, d'òliba espill. Companyia Centre de Titelles, Lleida, 1997
- Concert d'aventures. Companyia Centre de Titelles, Lleida, 1998
- Mowgli, l'infant de la jungla. Companyia Centre de Titelles, Lleida, 1998
- En Jan titella. Companyia Centre de Titelles, Lleida, 1998
- Els follets i el sabater. Companyia Centre de Titelles, Lleida, 1998
- El retaule de Nadal. Companyia Centre de Titelles, Lleida, 1999